# Synagoge (Janów Sokólski)

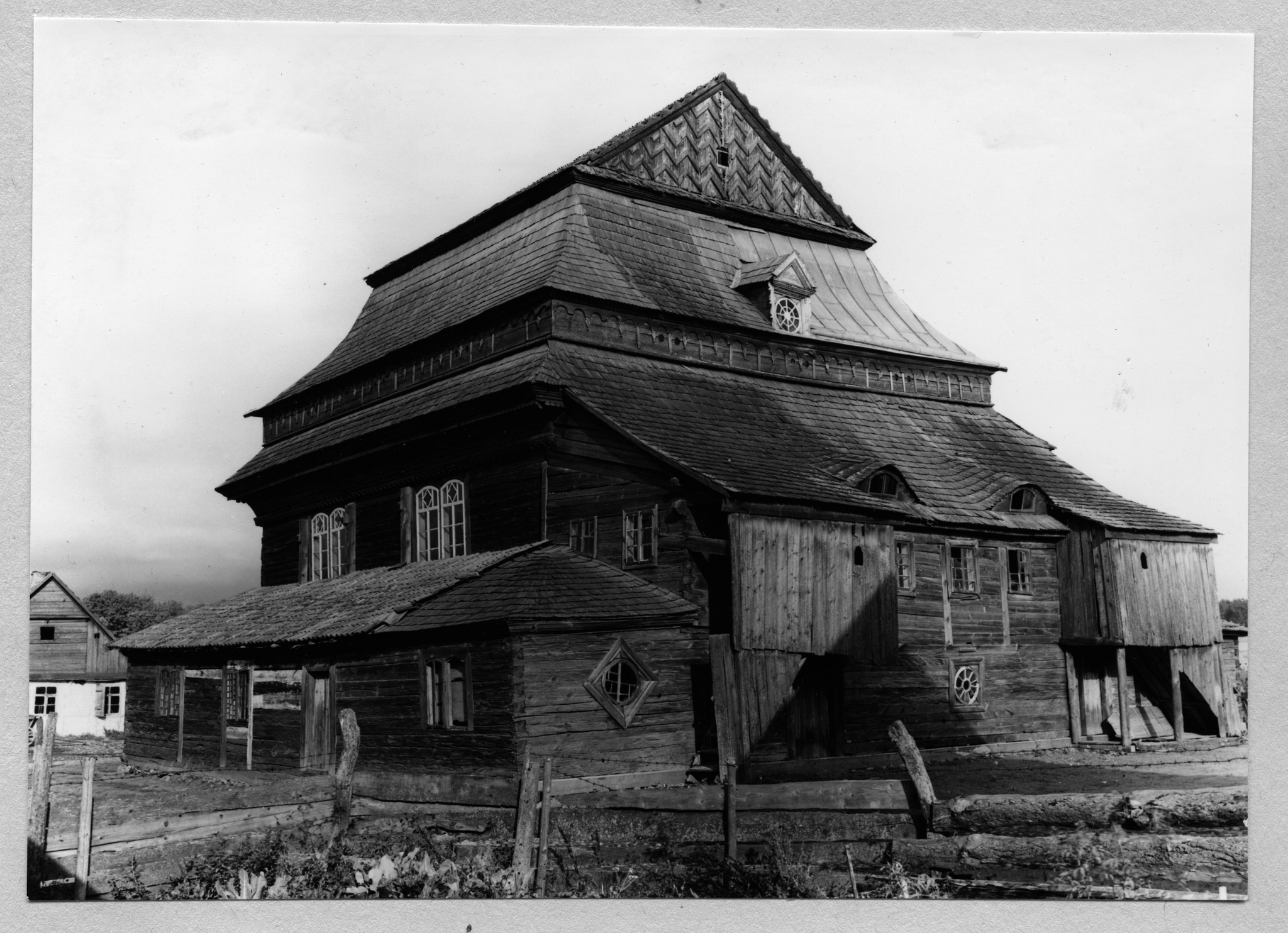
Synagoge in Janów Sokólski (1939)

Die hölzerne Synagoge in dem Dorf Janów in der Gemeinde (Gmina) gleichen Namens in der polnischen Woiwodschaft Podlachien stammte  vermutlich aus der Mitte des 18. Jahrhunderts. Sie wurde im Zweiten Weltkrieg zerstört.

## Geschichte
Juden lebten seit dem 17. Jahrhundert in Janów. Das genaue Baudatum ist unbekannt, war aber nach 1736, als eine endgültige Erlaubnis zum Bau rechtsgültig gegeben wurde. Somit wird eine Zeit um 1740 als Baujahr angenommen. Im 19. Jahrhundert erfolgten Erweiterungen, indem über dem Vestibül ein Gebetsraum für Frauen hinzugefügt wurde. Nach der Besetzung des Ortes im Zweiten Weltkrieg durch deutsche Truppen wurde die Synagoge niedergebrannt.

## Architektur

### Äußeres
Die Haupthalle (der Männergebetsraum) war mit 13,40 × 13,30 m nahezu quadratisch. Die Wände hatte eine Höhe von 6,90 m; die Höhe bis zur Gewölbekuppel war 11,30 m. Die Halle lag drei Stufen tiefer als die sie umgebenden Gebäudeteile. Diese waren ein Vestibül im Westen sowie Gebetsräume für die Frauen entlang den Seiten im Süden und im Norden. Später wurde über dem Vestibül ein weiterer Frauenraum gebaut, der über Treppen an den Ecken erreichbar war.
Außer im Westen, wo durch den neuen Anbau die Außenwand verdeckt wurde, befanden sich an den anderen drei Seiten  je zwei Zwillingsfenster, deren Fenstersturz aus Kreissegmenten bestand und deren Sims oberhalb der Pultdächer der Anbauten lag.
Das Dach war dreistufig: ein relativ kurzes Stück (im Westen verlängert über den Anbau hinaus), das durch einen vertikalen Teil unterbrochen wurde. Darüber befand sich ein leicht geschwungenes Mansarddach. Dieses hatte im Westen und im Osten je ein kleines Fenster. Abgeschlossen wurde das ganze durch ein Giebeldach.

### Inneres
Die Halle hatte eine achteckige Kuppel. Diese erstreckte sich  bis zum Fuß des Giebeldachs. Diese erhielt ihr Licht durch die zwei kleinen Fenster in dem Mansarddach.
Die Bima stand in der Raummitte. Sie hatte die Form einer Laube mit einem offenen Baldachin. Sie war von einer Balustrade umgeben. Von zwei Seiten führten Treppenstufen zu ihr hinauf.
Der reich verzierte  Toraschrein an der Ostwand war ebenfalls über einige Treppenstufen erreichbar. Er war dreistufig und von Säulen eingerahmt. Die oberste Stufe bog sich in das Gewölbe hinein.